# Jürgen Förster
Jürgen Förster (nascido em 1940) é um historiador alemão que especializou-se na história da Alemanha nazista e da Segunda Guerra Mundial. É professor de história na Universidade de Freiburg, cargo que ocupou desde 2005. Wegner é um autor e editor amplamente reconhecido por seus estudos sobre a história militar, sendo membro do Conselho Editorial Consultivo da revista War in History.